# 産業計画会議
産業計画会議（さんぎょうけいかくかいぎ）(1956年 - 1971年)とは、政財界の実力者松永安左エ門が主宰した私設シンクタンクである。
主に経済問題を対象に国家的政策課題に関して政策提言を行った。

## 概略
「電力王・電力の鬼」と呼ばれ、財団法人電力中央研究所の創設者であり理事長でもあった松永安左エ門が、戦後日本の再建を目的に主宰した私設シンクタンクである。1956年3月15日発足。
検討対象が国家的政策課題の規模であった事と、松永の人脈により政・財・官・学の重鎮が委員として参画したためその影響力は大きく、事実上の政府の諮問機関であった。
検討は毎週研究会方式で進められ、現地視察も行われた。検討成果の政策提言として産業計画会議レコメンデーション(勧告)の名称で16件の報告書を発行され、報道発表とともに内閣総理大臣、関係大臣、衆参両院、関係省庁へ届けられた。
電力中央研究所が松永のブレイン役と運営を担当した。松永の死後、後継者がいなかったことから、産業計画会議は解散となった。

### 設立趣旨
設立の趣旨を結成時の松永安左エ門の言葉から引用する。

## 産業計画会議レコメンデーション(勧告)[2]
産業計画会議レコメンデーション(勧告)の内容は脚注で示した引用資料が電力中央研究所により公開されている。
主要な内容の要約
1. 脱税無き税制の整備
2. 北海道の開発
3. 東名高速道路・名神高速道路・東京湾アクアライン等の高速道路網の整備
4. 日本国有鉄道の根本的整備（複線化・電化）・国鉄分割民営化（現在のJR体制）・国鉄バスの兼業（勧告とは異なる形で実現）
5. 多目的ダムによる水問題の解決
6. 東京湾の大規模埋立て
7. 減価償却制度の改善
8. 専売制度の廃止
9. 海運業の再構築
10. 東京湾横断堤の建設
11. 新東京国際空港（現・成田国際空港）の開設（勧告とは異なる形で実現）
12. 本州四国連絡橋の建設
13. 新交通システム（東京モノレール）の建設（勧告とは異なる形で実現）

### 第一次勧告「日本経済たてなおしのための勧告」[1]1956年（昭和31年）9月14日
政府はこの勧告を受け入れ、道路政策や税制についても予算に組込み、輸入エネルギーのための外貨の輸入枠を多く取ることになった。
- エネルギー源の転換
石油や安価な重油の利用を推奨。原子力発電の実用時期を二十年先と指摘した。
- 脱税なき税制
- 道路体系の整備

### 第二次勧告「北海道の開発はどうあるべきか～産業計画会議のリコメンデーションとその反響～」[3]1957年（昭和32年）1月16日
政府は1947年に北海道開発庁を内閣直属で設置し、国内の人口の北海道への移動(目標170万人)と食料増産を目的として北海道開発5ヶ年計画(昭和27年度(1952年4月)〜昭和31年度(1957年3月))で北海道の開発を重点的政策に掲げていた。本会議の第二次勧告はこの間の人口増の実績50万人に対して、自然増43万人、自衛隊の駐屯による増が5〜6万人で、人口移動の実績は1〜2万人で成果が上がっていない事を指摘して、北海道開発の政策転換を求めたものであった。
本勧告では北海道開発の失敗の原因について、北海道を日本に残された人口希薄、資源未利用の土地として開発するに当たり、北海道に適した産業の検討の不十分なままに食料増産を目的として人口の移動と土地の開墾、入植という農業本意な選択した事、また農業の中でも米作を主とした事が農業の適地性と合わず、農家の脱落、離農を招くなど産業発展を妨げたとして、計画段階のアプローチに原因を求めている。
北海道開発庁はすぐに反論を発表した。しかし北海道大学教授中谷宇吉郎は「北海道開発に消えた八百億円」の論文を文藝春秋に発表し、過去の政府の開発計画の誤りと第二次勧告への賛成を発表し、朝日新聞、毎日新聞、北海タイムス等、いずれも産業計画会議の第二次勧告に賛成する論説を掲載した。このため、政府は第二次勧告を受け入れざるを得なくなった。
第二次勧告を発表する前に、松永は実際に北海道の開発状況を自分の目で確かめるため、鈴木貞一、島英雄、関四郎、永山時雄、井上繁（秘書）を同行し、チャーターしたDC3型機で四時間にわたり空から北海道を視察した。翌日も北日本航空のチャーター機で再び空から三時間の予定で視察したが、松永が自ら熱心に多くの視察位置を指示したため、予定の時間を一時間オーバーするほどであった。

### 第三次勧告「高速自動車道路についての勧告」[4]1958年（昭和33年）3月19日
高速道路については、政府案の中央高速道（中央山岳地帯）がすでに進行していたので、産業計画会議と政府の間に政治問題が起こった。産業計画会議は、電力中央研究所などから、971人の延人員を動員し、実地調査をし具体案として、海岸高架路線案等を提示し、第三次勧告の方が土地買収費が安くすむことや、より利用度の高い東海道を優先的に着手すべきだと主張した。この実地調査に基づく第三次勧告も政府も受け入れざるを得ず、現在の東名高速道路・名神高速道路が生まれた。

### 第四次勧告「国鉄は根本的整備が必要である」[5]1958年（昭和33年）7月3日
第四次勧告は、国鉄分割民営化の議論に国鉄の現役の総裁、常務理事、技師長も名を連ねたことから、日本中に賛否をまきおこした。松永は民間人の企業精神により企業性と自主性を強化し、近代的、合理的な経営を行うことが鉄道本来の輸送力強化につながることを運輸省に勧告した。しかし第四次勧告は政府に受け入れられず、国鉄は巨額の赤字を増やし続けた。最終的には1987年に分割民営化が実行され、鉄道網の経営という意味合いでは大きく改善したが、債務を引き継いだ日本国有鉄道清算事業団による償還は立ちゆかず、結局は国が債務を背負うこととなった。
- 新線建設の全廃
- 赤字路線の撤去
- 駅の合理化
- 自動車業を兼業せよ
- 全線の複線化
- 運賃の合理化
- 国鉄経営に自主性を与えよ

### 第五次勧告「水問題の危機はせまっている」[6]1958年（昭和33年）7月3日
日本は世界中で一番水に恵まれた国であるのに、利用法が間違っている為に、農業用水、工業用水、飲料水とも不足してきたと指摘した。その原因として、各省・所管の勢力争いにより、治水、利水、水資源の総合的な統一見解が得られず、玉虫色に終っていることを挙げた。
これには具体的に膨大な資料が添えて出されたので、農林水産省は第五次勧告を受け入れざるを得なかった。
- 主要河川の水利権は国が持つ
- 慣行水利権の見直し
- 公共事業上の問題点
- 工場の地下水の汲み上げ禁止などの法的措置
- 利根川、天竜川、鬼怒川、木曽川各水系の利用方法の変更

### 第六次勧告「あやまれるエネルギー政策」[7]1958年（昭和33年）10月22日
高度成長期を迎えて、日本の工業生産力を更に引きあげるには、多くのエネルギー源を必要とする、そのためにも国は真剣にエネルギー問題に取組む必要がある。
これは原油輸入を自由化して、燃料を石炭から石油に変える勧告であり、油主炭従問題としてジャーナリズムを賑わしたが、この実現によって九電力会社は電力設備の近代化を推し進めることが出来た。その結果、電気を安く使えるようになり、クーラーや冷蔵庫や洗濯機が急速に各家庭に普及した。
- できるだけ安いエネルギーに変える
- エネルギー価格は石炭ベースによって決定されているのを改める
- 石炭と石油は自由に競争させる
- 原子力を現段階で折込むことは危険である
- エネルギー価格は輸入原油ベースに直す
- 石油に対する外貨割当の制限綬和

### 第七次勧告「東京湾2億坪埋立てについての勧告」[8]1959年（昭和34年）7月29日
東京都心の人口増加に対する解決策として、東京湾の3億坪のうち2億坪を埋立てて、工場敷地、住宅、交通の問題を解決しようとする計画であり、「ネオ・トウキョウ・プラン」と称された。この埋立地の中に飛行場、貿易センター、官庁用地、自動車専用道路（高架又は地下式の幹線道路）を設け、これに対する工業用水、水道用水は利根川から送水することにする。これを実施するには、政府・民間各50%出資の特殊会社を設立する。この費用の総額は4兆円。実行にあたり調査費40億円は国家が負担するという巨大な計画であり、実行には移されなかった。しかし、この段階で部分的に埋め立てが行われていれば、成田空港問題や、東京湾の再埋立などを避けられたとされる。「ネオ・トウキョウ・プラン」の一部として東京湾を囲むように8の字の道路を敷設するという計画があり、この計画の中に後の東京湾アクアラインや東京湾口道路に類似する道路計画も盛り込まれていた。

### 第八次勧告「東京の水は利根川から～8億トンを貯水する沼田ダムを建設せよ～」[9]1959年（昭和34年）7月29日
東京は大部分を多摩川の水に頼り、足りない分を相模川から取水していた。しかし都心の全戸を水洗化した場合、水が足りなくなる。そのために政府は一日も早く、利根川開発庁を政府機関として発足させ、利根川本流の岩本地点に高さ125mの沼田ダムを造り、これにより1975年中の水飢饉は回避できる。沼田ダムにより2200戸の人家と1200ヘクタールの田畑が水没するが、これらは芦ノ湖の4倍になる湖面と付近の温泉地などとくみ合わせ観光地の産業で吸収するほかに、農家は赤城山麓に新しい田畑を開拓して収容する。またこのダムにより130万kWの発電所を建設する。この勧告は住民の反対もあり進展しなかった。

### 第十次勧告「専売制度の廃止を勧告する」[11]1960年（昭和35年）2月25日
たばこ、塩、樟脳、アルコールの専売制は廃止。専売公社を民営化する。たばこは三つか四つの民間企業に払い下げて、財政的にはビールのように消費税を徴取する。この勧告に対して、専売公社は葉たばこ耕作者が失業するなどと反対し続け、すぐに実現しなかった。しかし、この勧告は1985年（昭和60年）に日本たばこ産業が誕生したことで現実になる。

### 第十一次勧告「海運を全滅から救え～海運対策の提案～」[13]1960年（昭和35年）12月15日
戦前、アメリカ合衆国、イギリスについで世界第三位の海運国であった日本は、戦争によりほとんど全部の船を失った。その後政府は「計画造船」策をとり1957年頃には、ほぼ戦前の水準に回復したが、海運業は無配が続き、資金の償却も出来ない状況にあった。この状況を放置すれば、海運界は存立の危機に追い込まれ、日本の貿易に大きな痛手となる。海運業の最大の問題は、多大な金利の負担であり、これを改善するよう勧告した。
この勧告に従い、政府は1963年7月に以下の海運再建関連法を公布した。
- 海運業の再建整備に関する臨時措置法
- 外航船舶建造融資利子補給及び損失補償法
- 日本開発銀行に朗する外航船舶融資利子補給臨時措置法の一部を改正する法律

### 第十二次勧告「東京湾に横断堤を～高潮と交通の解決策として～」[14]1961年（昭和36年）7月20日
東京湾に伊勢湾台風級の、風速40m・高さ5mの高波が満潮時に起きた場合、江東区、墨田区、江戸川区、葛飾区、足立区は全部浸水し、台東区、荒川区、北区、板橋区、大田区、中央区、千代田区も一部浸水となり、被害額を約5千億円と見積もった。
これを避けるために、川崎市－木更津市間に、高さ5m、幅200m、海底28mの防潮堤を作り、木更津側は1kmの橋梁、川崎側は1kmの海底トンネルを結び、その一手ロ間はそれぞれ航路とする。
これは、ニューヨーク・ニュージャージー港湾公社を手本にして考えられたもので、空港、港湾運営や道路、都市経営の立案など、日本の統一されていない行政の欠陥の是正を勧告したものである。1957年8月に、松永安左エ門は吉田茂元内閣総理大臣と相談し、この道の権威である、ヤンセン、ドロンカースなどを日本に招き、詳細な調査を依頼し、9月には両人から調査報告書が提出された。政府もその重要さは認め、建設省では懸案事項としたものの、経費の事情で実現は延期となった。
しかし、この勧告は、1979年9月20日に『東京湾横断道』（現在の東京湾アクアライン）に形を変えて、川崎市と木更津市をトンネルで結ぶ計画が、建設省と日本道路公団によって発表された。また道路と併設する形で新交通システム（現在の東京モノレール）が建設された。

### 第十三次勧告「産業計画会議の提案する新東京国際空港」[15]1964年（昭和39年）3月4日
羽田空港の許容量が逼迫したことから、運輸省は首都圏の新空港案を諮問機関の航空審議会に諮った。
1963年12月11日、審議会は1970年までに700万坪の空港を作ることや、
- 千葉県富里村
- 千葉県浦安町沖
- 茨城県霞ケ浦

の3案を有力候補地として答申し、中でも富里が羽田空港や百里飛行場の管制上の影響を受けないことなどを理由に最有力候補とした。
一方産業計画会議は、既存の施設との調整や建設管理の問題にこだわるあまり十分な技術的経済的な調査に基づかず空港建設候補地が決定されようとしていることを憂慮し、来るべき超音速機時代のアジアの新しい中心的国際空港建設について調査した。
産業計画会議の勧告では候補地の条件としては、優先度順に
- 気象・環境条件が良好で、しかも将来悪化する恐れがないこと
- 連絡用新道路の建設が可能容易なこと
- 必要な広さの土地が得られ、しかも整地、地盤改良など工事上の難点が少ないこと
- 用地の地盤が滑走路及び空港附属施設構造物の荷重に耐え、しかも将来不等沈下をおこす恐れがないこと
- 周辺の市街、住宅に対する悪影響が少ないこと

を挙げた。
更に具体的な候補地として
- 東京湾内中北部海域（千葉県木更津市沖、幕張沖） - 新空港完成の暁には羽田空港を廃港
- 首都圏東部（千葉県八街市・富里村）
- 首都圏西南部（神奈川県厚木市、相模原市）

を挙げ、なるべく多くの候補地について技術的調査と経済的な検討を行うべきとした。
また、新空港の開港は1969年までに使用を開始し得る状態になることが望まれるとし、新空港の建設整備と運営については官業や公団でなく特殊会社方式の採用を勧告した。
しかし、政府は下記の理由から審議会の答申を大幅に見直すことなく1966年6月に新東京国際空港公団法を可決し、同年11月に富里案を内定。さらに住民の大規模な反対運動にあったことから規模を縮小して国有地・公有地が多かった現在の成田国際空港の位置で新空港建設が進められることとなった（→成田空港問題）。なお、新東京国際空港公団は2004年に成田国際空港株式会社として特殊会社に移行している。
なお、この勧告は、埋立による空港建設を推進する河野一郎が松永安左衛門や浚渫業を営む小川栄一らに働きかけて出されたものだといわれる。
第十三次勧告に対する運輸省の見解

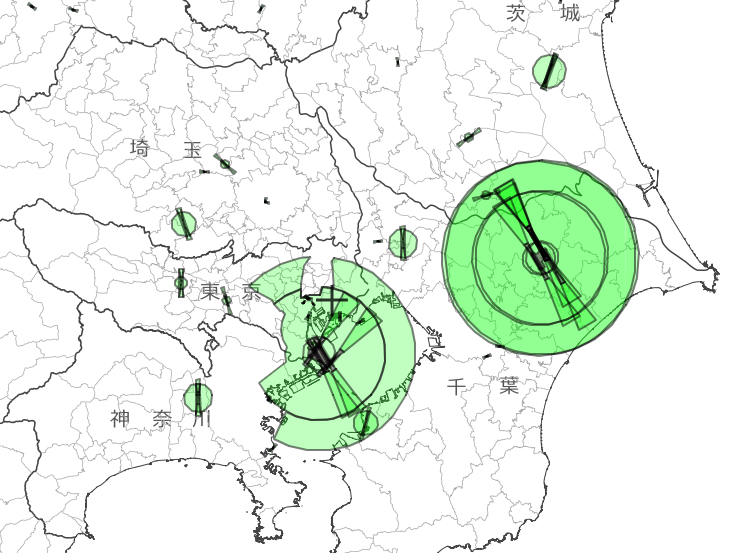
関東地方の空港等周辺空域
（2023年取得）

運輸省は、産業計画会議勧告のうち、空港を可能な限り東京に近いところに建設すべきであること・空港は可能な限り大規模なものとすること・空港の供用開始時期をできるだけ早期とすることについては意見が一致しているとしつつも、以下の点において否定的な見解を述べている。
1. 東京湾内を候補地として想定した場合、東京湾横断堤（上述）の建設が不可欠となるが、横断提計画はいまだ構想の域を出ず、その実現は予断を許さない。従って、これを前提として新空港計画を樹立することは少なくとも新空港の完成時期を大幅に遅らすことになるので賛同しがたい。
2. 新空港の建設は供用開始までに4年間あれば完成するという前提のもとに、昭和39年（1964年）末あるいは昭和40年（1965年）上期までに候補地を決定すればよいとしているが、このようなタイム・スケジュールは、非現実的で到底実現不可能であるといわざるを得ない。
3. 東京東部内陸地域の気象状況が極めて悪いと述べられているが、これは気象庁予報部の見解と異なっており独断的な見解である。
4. 東京湾内に候補地を選ぶために、航空管制上支障があれば羽田空港を廃止すべしと主張しているが、これは誠に無謀な見解である。航空管制上一つの空港の処理能力には限界があるので将来の航空旅客の大規模な需要を賄うためには、東京周辺に二つ以上の空港がぜひとも必要である。このことは、諸外国の主要都市の実例を見れば明らかである。今、仮に大規模な新空港を建設したとしても、その空港のみによっては将来の需要を賄えないことが明白でもあるにもかかわらず、羽田空港を廃止しようとすることは、非常識な意見といわざるを得ない。  現在の羽田空港は、都心から極めて近く、施設もすでに完備されており、国内線用空港として得難い貴重な存在である。これをいかに他の用途に転用するとしても大きな国家的損失となることは必定である。
5. 羽田空港の廃止後もう一つの空港が必要であれば、米軍の厚木飛行場を東京の国内線用空港とすることを提案しているが、これは航空常識からみても適切な見解とはいいがたい。厚木、立川、横田、入間川の軍用飛行場群は、互に至近距離にあって、同一方向の滑走路を有しており、一つの飛行場のごとく運用されているのが実態であって、厚木飛行場のみを切り離して民間航空用飛行場に転用しても、効率的運用は不可能であり、かつ危険である。また、短距離旅客の多い国内線専用空港を都心より40キロメートル以上も離れた距離にわざわざ移すというのは、本勧告の前提の趣旨と矛盾している。

### 第十四次勧告「原子力政策に提言」[19]1965年（昭和40年）2月10日
将来のエネルギー源とされた原子力発電について、当時、多くの解決すべき技術的課題があった。政府に明確な政策を求めるとともに、原子力発電技術の開発は国際協力が必要なので、利害が一致する相手国を定め、対等の立場の協力関係を構築するよう勧告した。
また、政府に今後10年間に5000億円程度の原子力発電技術の研究費を要望した。

## その他
上記の勧告の他、経済企画庁の依頼による以下の調査研究を実施した。
- 吉野川総合開発調査　1962年（昭和37年）3月
- フランスの経済と経済調査　1963年（昭和38年）3月
- 本土・四国連絡の基本方向に関する調査　1963年（昭和38年）3月
- 公共投資の部門別配分基準　1965年（昭和40年）3月

## 構成者
委員長
- 松永安左エ門 - 電力中央研究所設立者・理事長、元東邦電力・東京電力(当時)経営者。元電気事業再編成審議会会長として電気事業再編成令の発令による九電力体制[22]を敷く。

事務局長
- 前田清 - 電力中央研究所

常任委員
- 内田俊一 - 東京工業大学教授、化学工学者
- 大幡久一 - 日本化学繊維工業会専務理事
- 木内信胤 - 世界経済調査会理事長、日本国有鉄道理事、吉田茂のブレイン、池田勇人・佐藤栄作の御意見番「歴代内閣の経済指南番」
- 桜田武 - 日清紡績元社長、「ミスター日経連」、「財界四天王」の一人
- 島秀雄 - 日本国有鉄道技師長
- 永田清 - 日本放送協会第7代会長、日新製糖社長

委員
- 安芸鮫一 - 資源調査会
- 浅輸三郎 - 川崎製鉄取締役
- 鮎川義介 - 日産コンツェルンの創始者、岸信介内閣経済最高顧問
- 有沢広巳 - 東京大学経済学部教授、マルクス経済学者、吉田茂の私的ブレイン、法政大学総長、原子力委員会委員長代理
- 安藤豊禄 - 小野田セメント社長
- 池田亀三郎 - 日本化成工業社長、「三菱油化・日本合成ゴム・日本プタノール」の設立者・社長
- 石坂泰三 - 第一生命保険社長、東京芝浦電気（現東芝）社長、アラビア石油社長、経済団体連合会会長
- 石山賢吉 - ダイヤモンド社設立者・社長
- 稲葉秀三 - 経済安定本部参与
- 井上五郎 - 中部電力初代社長
- 内ヶ﨑贇五郎 - 東北電力初代社長
- 内海清温 - 経済安定本部資源委員会委員、建設技術研究所
- 太田垣士郎 - 関西電力初代社長、黒部川第四発電所建設、関西経営者協会会長、関西経済連合会会長、電気事業連合会会長
- 大屋敦 - 住友化学工業社長、住友ベークライト会長、気象協会会長、科学技術庁顧問
- 大山松次郎 - 東京大学工学部長、電気工学者
- 奥村勝蔵 - 外務省事務次官
- 小野田清
- 小汀利得 - ジャーナリスト、私立大学審議会委員、国家公安委員会委員、中央教育審議会委員、資金運用部資金運用審議会委員、米価審議会委員、海運造船合理化審議会委員、人口問題審議会委員、行政審議会委員、武器生産審議会委員
- 亀山直人 - 応用化学者、文化功労者
- 賀屋興宣 - 衆議院議員、岸信介内閣経済顧問・外交調査会長、池田勇人内閣法務大臣・政務調査会会長（政調会長）
- 茅誠司 - 東京大学総長、文化勲章受章
- 川北禎一 - 経済同友会幹事、日本興業銀行副頭取、経済団体連合会常設委員
- 木村弥蔵 - 元日本発送電
- 倉田主税 - 日立製作所社長
- 久留島秀三郎 - 昭和鉱業社長、同和鉱業社長
- 紅林茂夫 - 富士銀行調査部長
- 小林中 - 日本開発銀行（現日本政策投資銀行）初代総裁、アラビア石油社長、日本航空会長、通称「影の財界総理」、「財界四天王」の一人
- 嵯峨根遼吉 - 元東京大学教授、原子力研究所副理事長、日本原子力発電副社長、日本学術会議の創設に尽力
- 迫静二
- 佐竹次郎 - 富国生命保険第四代社長、昭和電工社長
- 佐藤篤二郎 - 九州電力初代社長
- 島田兵蔵 - 日本トランスシティ社長
- 白洲次郎 - 吉田茂内閣貿易庁（通商産業省）初代長官、松永による日本発送電の解体に反対、東北電力会長、松永による電気事業の自由化路線に反対
- 清水金次郎 - 中部電力監査役
- 菅礼之助 - 東京電力会長、電気事業連合会会長、日本原子力産業会議初代会長。科学新聞社会長、原子力研究所理事、経済団体連合会会長
- 鈴木貞一 - 元近衛文麿内閣・東條英機内閣国務大臣、元A級戦犯終身刑受刑者、佐藤栄作のブレイン、戦時中に反戦を唱えた松永が軍部のブラックリストに載った際に松永に情報を流して命を救う
- 鈴木祥枝 - 東京海上社長、損害保険中央会理事長、日本経済団体連合会顧問、AIUジャパン会長、日本研磨材工業会長
- 関四郎 - 日本国有鉄道常務理事、明電舎社長、電気学会会長、長年正体不明だった「推理小説家芝山倉平」の正体
- 十河信二 - 日本国有鉄道第四代総裁、「新幹線の父」
- 高井亮太郎 - 東京電力社長、火力原子力発電技術協会会長、原子力委員会、電気学会会長
- 高橋亀吉 - 経済評論家、通商産業省顧問、拓殖大学教授、文化功労者
- 高橋三郎 - 日本産業技師協会理事
- 竹俣高敏 - 日本開発銀行審査部長
- 田代寿堆
- 多田耕象 - 水力発電学者
- 千葉三郎 - 宮城県知事、労働大臣、東京農業大学学長
- 辻妙吉
- 中川哲郎 - 公益事業委員会経理長
- 永田竜之助 - 電力中央研究所
- 永野重雄 - 富士製鐵初代社長、日本商工会議所会頭、新日本製鐵設立者・初代会長、日本経済団体連合会顧問、「財界四天王」の一人
- 中山伊知郎 - 一橋大学教授、学士院会員、文化功労者、日本学術会議副会長、初代政府税制調査会会長
- 新関八洲太郎 - 三井物産社長・会長
- 萩原俊一 - 土木学者、河川総合開発事業
- 橋本元三郎 - 内閣技術院、無反動ロケット砲、戦時統計手法の研究
- 原邦道 - 日本長期信用銀行初代頭取、大蔵省出身、日本製鐵副社長、野村証券会長
- 平石栄一郎 - 北票炭砿代表専務取締役
- 福田勝治 - 元関東配電調査部長
- 藤波収 - 財団法人原子力安全研究協会初代理事長
- 堀義路 - 電力中央研究所理事、世界エネルギー会議公害問題特別委員会議長
- 松根宗一 - 日本原子力産業会議（現・日本原子力産業協会）副会長、理研ピストンリング工業会長
- 万仲余所治 - 北海道地下資源開発社長
- 水田三喜男 - 城西大学創立者、石橋湛山内閣通商産業大臣、池田勇人内閣・佐藤栄作内閣大蔵大臣
- 宮尾保
- 宮川三郎 - 東洋経済新報社
- 三宅晴輝 - 原子力委員会参与
- 矢萩富吉 - 元日本発送電
- 山際正道 - 日本銀行総裁
- 山田勝則 - 野口研究所
- 山田昌作 - 北陸電力初代社長
- 山本重雄
- 脇村義太郎 - 東京大学教授、マルクス経済学者、船員中央労働委員会会長、海運造船合理化審議会委員、独占禁止懇談会会長、日本学士院会員、日本学士院長、文化功労者
- 渡辺一郎 - 経済安定委員会常任委員会専門員